# Тоуд (лик)
Тоуд (јап. キノピオ, Хепбурн: Кинопио) је измишљени лик који се првенствено појављује у франшизи Нинтендо Марио. Хуманоид са главом попут гљиве, Тоуд је створио јапански дизајнер видео игара Шигеру Мијамото, а приказан је као грађанин краљевства гљива и један је од највернијих пратилаца принцезе Брескве, који стално ради у њено име. Обично се на њега гледа као на играча који не помаже Марију и његовим пријатељима у већини игара, али постоје случајеви када Тоуд заузима централно место и појављује се као главни јунак, као што се види у Super Mario Bros. 2, Wario's Woods и Super Mario World.
Док је Тоуд име појединца, она се такође односи на читаву његову расу (слично као Јоши, Бирдо и Кирби из серије Кирби). Међутим, у раним играма врста се звала Задржавачи гљива, у Јапану су се звали Киноко-зоку (キノコ族), дословно „Људи из гљива“ (што је алтернативно име које се користило у ранијим локализацијама, заједно са „Задржавачи гљива“). У франшизи Марио постоје и неки други ликови Тодови (нпр. Тоудета, Тодсворт, Тодберт и Капетан Тоуд). Најистакнутија особина крастаче је велика глава која обликом и бојом подсећа на гљиву - историјски се спекулисало да носе шешир са печуркама, како је приказано у Супер Марио Супер Схову, али ју је на крају искључио јапански дизајнер видео игара Иосхиаки Коизуми. [3] Још једна заједничка тачка већине Тоуд је њихов традиционални прслук.
Тодови обично играју помоћне улоге у франшизи Марио и њеним акционим играема, као што је Тодсворт представљен у Супер Марио Сунсхине -у и удружење Тоуд Бригаде у Супер Марио Галакију. Упркос томе, Тодови такође играју улогу хероја у неким играма. Такав случај укључује 2 Тодови (жуте и плаве) које су представљене као играни ликови заједно са Мариом и Луиђијем у New Super Mario Bros. Wii 2 Тодови (жута и плава) враћају се као играни ликови касније у New Super Mario Bros. U, као и New Super Luigi U. Тоуд (у плавој палети у односу на његов оригинални спрajta из Супер Марио Брос. 2) се враћа као један од ликова у Супер Марио 3Д свету који се може играти. Капетан Тоуд: Трезор Тракер бацио је Капетан Тоуд -а у центар пажње, означавајући га тако као прву игру у 20 година (од Варио'с Воодс -а) која је имала Тоуд -а као звезду игре, као и прву игру са Тоуд -ом као титулом карактер.